# Historia del idioma malayo

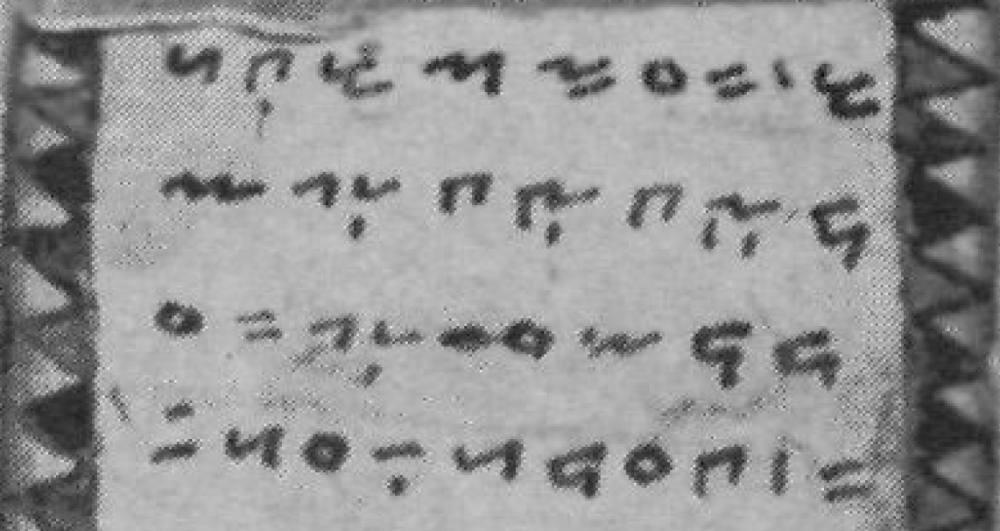
Alfabeto rencong, sistemas de escritura nativos encontrados en la península malaya, centro y sur de Sumatra. El texto dice (ortografía de Voorhoeve): hakû mānangis mā / njaru ka'u ka'u di / sarû tijadâ da / tāñ [hitû hadik sâ], que se traduce por Voorhoeve como: "Estoy llorando, llamándote; Llamado, no vienes ḥitû adik sâ- es el resto de la cuarta línea

El "'idioma  malayo" es una de las principales lenguas de la familia de lenguas austronesias. En un período de dos milenios, de una forma que probablemente consistió en solo 157 palabras originales, el malayo ha atravesado varias etapas de desarrollo que derivan de diferentes capas de influencias extranjeras a través del comercio internacional, la expansión religiosa, la colonización y el desarrollo de nuevas tendencias sociopolíticas. La forma más antigua de malayo desciende de la  lengua proto-malasio-polinesia hablada por los primeros colonos austronesios en el sudeste asiático. Esta forma evolucionó más tarde hacia el «Viejo Malayo» cuando las culturas y religiones indias comenzaron a penetrar en la región. El antiguo malayo contenía algunos términos que existen hoy en día, pero que son ininteligibles para los hablantes modernos, mientras que el lenguaje moderno ya es ampliamente reconocible en el malayo clásico escrito de 1303 a. C.
El malayo evolucionó extensivamente hacia el malayo clásico a través de la afluencia gradual de numerosos vocablos árabes y persas, cuando el Islam llegó a la región. Inicialmente, el malayo clásico era un grupo diverso de dialectos, reflejando los diversos orígenes de los reinos malayos del sudeste asiático. Uno de estos dialectos que se desarrolló en la tradición literaria de Malaca en el siglo XV, llegó a ser predominante. La fuerte influencia de Malaca en el comercio internacional de la región hizo que el malayo se convirtiera en una lingua franca en el comercio y la diplomacia, un estatus que mantuvo a lo largo de la era de los sucesivos sultanatos malayos, la era colonial europea y los tiempos modernos. Desde el siglo XIX hasta el siglo XX, el malayo evolucionó progresivamente a través de importantes mejoras gramaticales y enriquecimiento léxico hasta convertirse en una lengua moderna con más de 800 000 frases en diversas disciplinas.

## Malayo antiguo
El antiguo malayo, o proto-malayo, es el idioma que se cree que existió en tiempos prehistóricos, hablado por los primeros colonos austronesios de la región. Su antepasado, el idioma proto-malayo-polinesio que derivó del  proto-austronesio, comenzó a desintegrarse por lo menos en el año 2000 a. C. como resultado posiblemente de la expansión hacia el sur del  pueblo austronesio hacia las  Filipinas, Borneo, Maluku y Sulawesi de la isla de Taiwán. La lengua proto-malaya se hablaba en Borneo al menos en el año 1000 a. C. y era, según se ha argumentado, la lengua ancestral de todos los posteriores  dialectos malayos. Los lingüistas generalmente están de acuerdo en que la patria de las lenguas malayas- dayak está en Borneo, debido a su distribución geográfica en el interior, sus variaciones que no se deben a cambios inducidos por el contacto, y su carácter a veces conservador. Alrededor del comienzo del primer milenio, los hablantes de malayo habían establecido asentamientos en las regiones costeras del actual Centro Sur de Vietnam, Tambelan, Islas Riau, Sumatra, Península Malaya, Borneo, Luzon,  Islas Maluku, Isla de Bangka, de  Belitung y  Java.

## Malayo antiguo (siglos VII al XIV)
El comienzo de la era común vio la creciente influencia de la civilización india en el archipiélago. Con la penetración y proliferación del vocabulario dravidiano y la influencia de las principales  religiones indias, el antiguo malayo evolucionó hacia el antiguo malayo. La inscripción Dong Yen Chau, que se cree que data del siglo IV d. C., fue descubierto en el noroeste de Tra Kieu, cerca de la antigua Champa capital de Indrapura, hoy en día Vietnam; sin embargo, se considera que se encuentra en el  antiguo lenguaje Cham en vez de en el antiguo idioma malayo de la mano de expertos tales como Graham Thurgo El espécimen más antiguo e incontrovertible del Viejo Malayo es el inscripción de Sojomerto del siglo VII d. C. de Java Central, Inscripción de Kedukan Bukit de  Sumatra del Sur y varias otras inscripciones que datan de los  siglos VII al X descubiertas en Sumatra, Península malaya, Java occidental, otras islas del archipiélago de Sunda y Luzón. Todas estas inscripciones en malayo antiguo utilizaban guiones de origen indio como Pallava, Nagari o los antiguos personajes de Sumatra influenciados por los indios.

El sistema del Viejo Malayo está muy influenciado por las escrituras Sánscrita en términos de fonemas, morfemas, vocabulario y las características de la erudición, particularmente cuando las palabras están estrechamente relacionadas con la cultura india, tales como puja, kesatria, maharaja y raja, así como sobre la religión hindú-budista como dosa, pahala, neraka, syurga  or surga, utilizado en Indonesia, que se basaba en el malayo, puasa, puasa,sami y biara, que perdura hasta hoy.
Se dice que el antiguo malayo de las inscripciones Srivijayan del sur de Sumatra es el antepasado del malayo clásico. Sin embargo, como han señalado algunos lingüistas, la relación exacta entre estos dos, ya sean ancestrales o no, es problemática y sigue siendo incierta. Esto se debe a la existencia de un número de peculiaridades morfológicas y sintácticas, y afijos que son familiares de los idiomas relacionados Batak y javanés pero que no se encuentran ni siquiera en los manuscritos más antiguos del malayo clásico. Es posible que el idioma de las inscripciones Srivijayan sea un primo cercano y no un antepasado del malayo clásico. Además, aunque las primeras pruebas del malayo clásico se habían encontrado en la península malaya desde 1303, el malayo antiguo se mantuvo en uso como lengua escrita en Sumatra hasta finales del siglo XIV, evidenciado por la inscripción de Bukit Gombak fechada en 1357 y el manuscrito de Tanjung Tanah de la era Adityavarman (1347-1375).

## Malayo clásico (siglos XIV al XVIII)

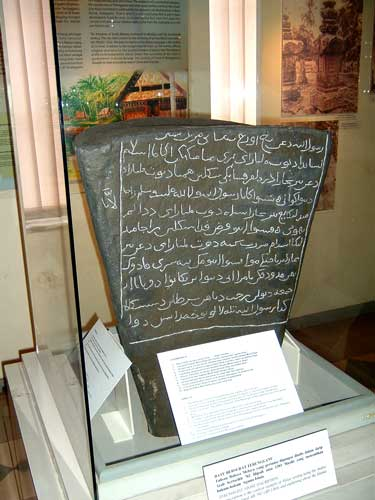
La Piedra de Inscripción de Terengganu, escrita en el año 1303

El período del malayo clásico comenzó cuando Islam se afianzó en la región y la elevación de su estatus a religión oficial. Como resultado de la islamización y el crecimiento del comercio con el mundo musulmán, esta era fue testigo de la penetración del vocabulario árabe y persa, así como de la integración de las principales cultura islámica con la cultura malaya local. Los primeros ejemplos de léxicos árabes incorporados en el malayo preclásico escrito en kawi se encontraron en la inscripción de Minyetujoh fechada en 1380 de Aceh. El malayo preclásico adoptó una forma más radical, como lo atestiguan la  Piedra de Inscripción Terengganu 1303 CE y el Pengkalan Kempas Inscription 1468 CE  de la península de Malasia. Ambas inscripciones no solo sirven como evidencia del Islam como religión de estado, sino también como el espécimen más antiguo que sobrevive de la forma ortográfica clásica dominante, la  escritura Jawi. En Sumatra y Borneo también se descubrieron inscripciones similares que contenían varios términos árabes adoptados y algunos de ellos  aún estaban escritos en los guiones indianizados.
El malayo preclásico evolucionó y alcanzó su forma refinada durante la edad de oro del imperio malayo del Sultanato de Malaca y su sucesor  sultanato de Johor a partir del siglo XV. Como ciudad portuaria bulliciosa con una población diversa de 200.000 habitantes de diferentes naciones, la más grande del sudeste asiático en ese momento, Melaka se convirtió en un crisol de diferentes culturas e idiomas. Se absorbieron más préstamos de árabes, persas, tamiles y chinos, y el período fue testigo del florecimiento de la literatura malaya, así como del desarrollo profesional en el liderazgo real y la administración pública. En contraste con el malayo antiguo, los temas literarios de Melaka se habían expandido más allá de las obras decorativas y teológicas, evidenciadas con la inclusión de las obras de contabilidad, derecho marítimo, créditos y comercio están en su tradición literaria. Algunos manuscritos prominentes de esta categoría son Undang-Undang Melaka, Leyes de Malaca, Undang-Undang Laut Melaka o Leyes Marítimas de Malaca y 'Hukum Kanun Pahang o Leyes de Pahang. La tradición literaria se enriqueció aún más con las traducciones de varias obras literarias extranjeras como Hikayat Muhammad Hanafiah y Hikayat Amir Hamzah, y la aparición de nuevos escritos intelectuales en filosofía, tasawwuf, tafsir, historia y muchos otros en malayo, representados por manuscritos como Sulalatus al-Salatin y Furu' Al-Masa'il.
El éxito de Melaka como centro de comercio, religión y producción literaria lo ha convertido en un punto importante de referente cultural para los muchos sultanatos malayos influyentes de los últimos siglos. Esto ha dado lugar a la creciente importancia del malayo clásico como única lingua franca de la región. A través del contacto interétnico y el comercio, el malayo clásico se extendió más allá del mundo tradicional de habla malaya y dio lugar a una lengua comercial que se llamó Bahasa Melayu pasar ("Bazaar Malay") o Bahasa Melayu rendah ("Low Malay") en oposición a Bahasa Melayu tinggi (Alto Malayo) de MelakaJohor. En general se cree que el comercio malayo y las lenguas criollas (Bazaar Malay) era un pidgin, quizás influenciado por el contacto entre comerciantes malayos, chinos y no malayos. El desarrollo más importante, sin embargo, ha sido la creollización del malayo pidgin, creando varios idiomas nuevos como el  malayo ambonés,  malayo manado,  malayo de Makassar y lengua betawi. Además de ser el principal instrumento para difundir el islam y las actividades comerciales, el malayo también se convirtió en un idioma de corte y literario para los reinos más allá de su  reino mundial malayo tradicional, como Aceh, Banjar y Ternate y también se utiliza en las comunicaciones diplomáticas con las potencias coloniales europeas. Esto se evidencia en las cartas diplomáticas del sultán Abu Hayat II de Ternate al rey Juan III de Portugal fechadas entre 1521 y 1522, en una carta del sultán Alauddin Riayat Shah de Aceh al capitán Sir Henry Middleton de la Compañía de las Indias Orientales fechada en 1602, y en una carta de oro del sultán Iskandar Muda de Aceh al rey  Jaime I de Inglaterra de 1615.

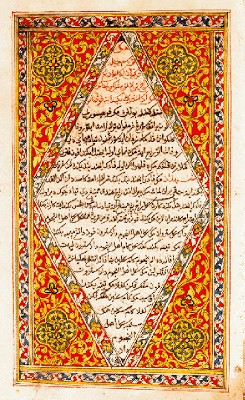
Frontispiece of a copy of Sulalatus al-Salatin

La primera fase de la colonización europea en el sudeste asiático comenzó con la llegada de los portugueses en el siglo XVI y de los holandeses en el siglo XVII. Este período también marcó el amanecer de la cristianización en la región con sus fortalezas en Ambon, Islas de Banda y Batavia. Al facilitar las primeras obras misioneras, los libros y manuscritos religiosos comenzaron a traducirse al malayo, el primero de los cuales fue iniciado por un piadoso comerciante holandés, Albert Ruyll, en 1611. El libro titulado Sovrat A B C y escrito en alfabeto latino no solo significa introducir el alfabeto latino sino también los principios básicos del Calvinismo que incluye los  Diez Mandamientos, la fe y algunas oraciones. Esta obra fue traducida al malayo; Injil Mateus dan Markus (1638), Lukas dan Johanes (1646), Injil dan Perbuatan (1651), Kitab Kejadian (1662), Perjanjian Baru (1668) y Mazmur (1689).
La era de los malayos clásicos también fue testigo del creciente interés de los extranjeros en aprender el idioma malayo con fines comerciales, misiones diplomáticas y actividades misioneras. Por ello, fueron escritos muchos libros en forma de lista de palabras o diccionario. El más antiguo de ellos era una lista de palabras chino-malayas compilada por los funcionarios Ming de la Oficina de Traductores durante el apogeo del Sultanato de Malaca. El diccionario era conocido como Ma La Jia Guo Yi Yu (Lista de palabras del Reino de Melaka) y contiene 482 entradas categorizadas en 17 campos, a saber, astronomía, geografía, estaciones y épocas, plantas, aves y animales, casas y palacios, comportamientos humanos y cuerpos, oro y joyerías, social e historia, colores, medidas y palabras generales. En el siglo XVI, se cree que la lista de palabras aún estaba en uso en China cuando un funcionario del archivo real, Yang Lin, revisó el registro en 1560 d. C. En el siglo XVI se cree que la lista de palabras todavía estaba en uso en China cuando un funcionario del archivo real, Yang Lin, revisó el registro en 1560 d. C. En 1522, un explorador italiano, Antonio Pigafetta, que se unió a la expedición de  circunnavegación de Magallanes, compiló la primera lista de palabras entre Europa y Malasia. La lista de palabras italiano-malayo de Pigafetta contiene aproximadamente 426 entradas y se convirtió en la referencia principal para los diccionarios latino-malayo y franco-malayo posteriores.

## Malayo pre-moderno (sigloXIX)

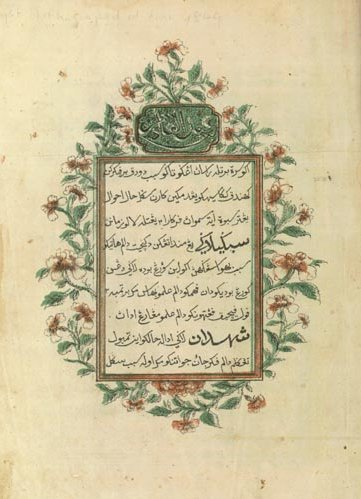
Una página de Hikayat Abdullah escrita en escritura Jawi, de la colección de la Biblioteca Nacional de Singapur. Una rara primera edición, fue escrita entre 1840 y 1843, impresa por litografía y publicada en 1849.

El siglo XIX fue el período de fuerte dominación política y comercial en el sudeste asiático. La Compañía Holandesa de las Indias Orientales había colonizado efectivamente las Indias Orientales Neerlandesas, el|Imperio Británico] tenía varias colonias y protectorados en la península de Malasia, Sarawak y Borneo del Norte, los franceses poseían parte de Indochina, los portugueses establecieron sus puestos de avanzada en Timor, mientras que los españoles y más tarde los estadounidenses ganaron el control de Filipinas, donde el idioma malayo no prosperó. Los colonos holandeses y británicos, conscientes de la importancia de comprender las lenguas y culturas locales, en particular el malayo, comenzaron a establecer varios centros de estudios lingüísticos, literarios y culturales en universidades como Leiden University y University of London. Se recopilaron y estudiaron miles de manuscritos malayos, así como otros objetos históricos de la cultura malaya. El uso de escritura latina comenzó a expandirse en los campos de la administración y la educación, por lo que la influencia de la literatura inglesa y la  holandesa y las lenguas comenzaron a penetrar y a difundirse gradualmente en el idioma malayo.
Al mismo tiempo, el desarrollo tecnológico en el método de impresión que permitió la producción en masa a precios bajos aumentó las actividades de autoría para la lectura general en idioma malayo, un desarrollo que más tarde alejaría a la literatura malaya de su posición tradicional en los tribunales malayos. Además, el estilo de redacción de informes del periodismo comenzó a florecer en el ámbito de la escritura malaya. Un notable escritor de esta época fue Abdullah bin Abdullah con sus famosas obras Hikayat Abdullah, Kisah Pelayaran Abdullah ke Kelantan y Kisah Pelayaran Abdullah ke Mekah. La autoría de Abdullah marca una etapa temprana en la transición de la literatura clásica a la moderna, sacando a la literatura malaya de su preocupación por los cuentos y leyendas populares y convirtiéndola en descripciones históricas precisas.
Se publicaron muchos otros libros bien conocidos, como dos notables obras literarias clásicas, "Sulalatus Salatin" y "Taj Al-Salatin". Había otros libros religiosos famosos de la época que no solo se publicaban localmente, sino también en países como Egipto y Turquía. Entre los primeros ejemplos de periódicos malayos se encuentran Soerat Kabar Bahasa Malaijoe de Surabaya publicado en 1856, Bintang Timor de Padang publicado en 1965 y Jawi Peranakan de Singapur publicado en 1876. Había incluso un periódico malayo publicado en Sri Lanka en 1869, conocido como Alamat Langkapuri. A principios de 1821, la primera revista malaya fue publicada en Melaka conocida como Bustan Arifin y en 1856, una revista malaya titulada Bintang Oetara fue publicada en Ámsterdam.
En la educación, el idioma malayo de Melaka-Johor se considera el idioma estándar y se convierte en el medio de instrucción en las escuelas durante la época colonial. A partir de 1821, el gobierno colonial británico estableció escuelas de nivel medio en Penang, Melaka y Singapur. A estos les siguieron muchos otros en los estados malayos de la península. Este desarrollo generó los escritos de libros de texto para las escuelas, además de la publicación de materiales de referencia como diccionarios malayos y libros de gramática. Aparte de eso, se dio una posición importante hacia el uso del malayo en la administración británica, que requiere que todos los funcionarios públicos en servicio aprueben el examen especial en idioma malayo como condición para un puesto confirmado, tal como se publicó en el "Boletín Oficial del Estrecho de 1859". En Indonesia, el gobierno colonial holandés reconoció al malayo Melaka-Johor utilizado en Riau como Alto Malayo y lo promovió como medio de comunicación entre la población holandesa y local. El idioma también se enseña en las escuelas no solo de Riau, sino también en Sumatra Oriental, Java, Kalimantan y en Indonesia Oriental.

## Malayo moderno (sigloXX)
El florecimiento de la literatura malaya premoderna en el siglo XIX condujo al surgimiento del movimiento intelectual entre la población local y a la aparición de una nueva comunidad de lingüistas malayos. El aprecio por el idioma creció y la comunidad emprendió varios esfuerzos para mejorar aún más el uso del malayo, así como para mejorar sus habilidades para hacer frente a la desafiante era moderna. Entre los esfuerzos realizados se encontraba la planificación de un corpus para el idioma malayo, iniciado primero por Pakatan Belajar-Mengajar Pengetahuan Bahasa (Sociedad para el Aprendizaje y la Enseñanza del Conocimiento Lingüístico), establecida en 1888. La sociedad que fue rebautizada en 1935 como Pakatan Bahasa Melayu dan Persuratan Buku Diraja Johor (La Sociedad Real de la Lengua Malaya y las Obras Literarias de Johor), participó activamente en la organización y recopilación de las directrices para la ortografía, diccionarios, gramáticas, puntuaciones, cartas, ensayos, terminologías y muchos otros. El establecimiento de Sultan Idris Training College (CUCI) en Tanjung Malim, Perak en 1922 intensificó estos esfuerzos. En 1936 Za'ba, un destacado erudito malayo y profesor de la CUCI, produjo una serie de libros de gramática malaya titulada Pelita Bahasa, que modernizó la estructura de la lengua malaya clásica y se convirtió en la base de la lengua malaya que se utiliza en la actualidad.. El cambio más importante fue en sintaxis, de la forma pasiva clásica a la forma activa moderna. En el siglo XX, otras mejoras también fueron llevadas a cabo por otras asociaciones, organizaciones, instituciones gubernamentales y congresos en varias partes de la región.
La escritura tiene su lugar único en la historia de la autoconciencia y la lucha nacionalista en Indonesia y Malasia. Además de ser las principales herramientas para difundir el conocimiento y la información, periódicos y revistas como Al-Imam (1906), Panji Poestaka (1912), Lembaga Melayu (1914), Warta Malaya (1931), Poedjangga Baroe (1931). (1933) y Utusan Melayu (1939) se convirtió en el principal impulso para defender y dar forma a la lucha por el nacionalismo. La escritura, ya sea en forma de novelas, cuentos cortos o poemas, todos desempeñaron papeles distintos en la galvanización del espíritu del Despertar Nacional Indonesio y el nacionalismo malayo.
Durante el primer Kongres Pemuda de Indonesia, celebrado en 1926, en el Sumpah Pemuda, el idioma malayo fue proclamado como la lengua unificadora de la nación de Indonesia. En 1945, la lengua que en 1928 pasó a llamarse "Bahasa Indonesia" se convirtió en la lengua nacional consagrada en la constitución de una Indonesia independiente. Más tarde, en 1957, el idioma malayo fue elevado a la categoría de lengua nacional para la Federación Malaya independiente, más tarde reconstituido como Malasia en 1963. Luego, en 1959, el idioma malayo también recibió el estatus de lengua nacional en Brunéi, aunque solo dejó de ser un protectorado británico en 1984. Cuando Singapur se separó de Malasia en 1965, el malayo se convirtió en el idioma nacional de la nueva república y en uno de los cuatro idiomas oficiales. El surgimiento de estos nuevos estados independientes allanó el camino para un uso más amplio y generalizado del malayo, o indonesio, en la administración gubernamental y la educación. Los colegios y universidades con el malayo como principal medio de instrucción fueron introducidos y florecieron como centros prominentes para la investigación y producción de nuevos escritos intelectuales en malayo. Después de la independencia de Timor Oriental, el idioma indonesio se convirtió en uno de los idiomas de trabajo.

..Kami poetra dan poetri Indonesia mendjoendjoeng bahasa persatoean, bahasa Melajoe,.. Nosotros, los hijos e hijas de Indonesia, juramos defender el idioma de la nación, el idioma malayo.
—  El borrador de la tercera parte de Sumpah Pemuda durante el primer Kongres Pemuda celebrado en 1926. El término Bahasa Melajoe fue revisado a Bahasa Indonesia en 1928."

La lengua indonesia como lengua unificadora de Indonesia está relativamente abierta a las influencias de otras lenguas de la etnia indonesia, sobre todo javanés como grupo étnico mayoritario en Indonesia, holandesa como colonizador anterior, y inglés como lengua internacional. Como resultado, el indonesio tiene fuentes más amplias de palabras de préstamo, en comparación con el malayo utilizado en Malasia, Singapur y Brunéi. Se sugirió que la lengua indonesia es una lengua artificial oficial desde 1928. Por artificial significa que el indonesio fue diseñado por académicos en lugar de evolucionar de forma natural como lo han hecho la mayoría de las lenguas comunes, para acomodar el propósito político de establecer una lengua oficial unificadora de Indonesia. Al tomar prestados muchos otros idiomas, expresa una evolución lingüística natural; de hecho, es tan natural como la siguiente lengua, como lo demuestra su excepcional capacidad para absorber vocabulario extranjero. Esta evolución dispar del idioma indonesio llevó a la necesidad de una institución que pueda facilitar la coordinación y la cooperación en el desarrollo lingüístico entre países con el idioma malayo como lengua nacional. El primer ejemplo de cooperación lingüística se produjo en 1959 entre Malaya e Indonesia, y se reforzó en 1972 cuando se creó MBIM, una forma abreviada de Majlis Bahasa Indonesia-Malasia - Consejo de Lenguas de Indonesia-Malasia. Más tarde, MBIM se convirtió en MABBIM, Majlis Bahasa Brunei-Indonesia-Malasia - Consejo de Idiomas de Brunéi-Indonesia-Malasia, en 1985 con la inclusión de Brunéi como miembro y Singapur como observador permanente. Otra institución importante es Dewan Bahasa dan Pustaka establecida en 1956. Es un organismo gubernamental responsable de coordinar el uso del idioma malayo en Malasia y Brunéi.
La forma ortográfica dominante del idioma malayo moderno que se basa en el romano o alfabeto latino, el alfabeto malayo, se desarrolló por primera vez a principios del siglo XX. Como los países de habla malaya estaban divididos entre dos administraciones coloniales, la holandesa y la británica, se desarrollaron dos ortografías de ortografía diferentes en las Indias Orientales Neerlandesas y en Malaya Británica respectivamente, influenciadas por las ortografías de sus respectivas lenguas coloniales. En 1901, Van Ophuijsen Spelling System (1901-1947) se convirtió en la ortografía estándar del idioma malayo en las Indias Orientales Neerlandesas. Al año siguiente, el gobierno de los Estados Malayos Federados estableció una comisión ortográfica encabezada por Sir Richard James Wilkinson que posteriormente desarrolló el Sistema de Ortografía Wilkinson (1904-1933). Estos sistemas ortográficos serían reemplazados más tarde por el Sistema Republicano de Ortografía (1947-1972) y el Sistema de Ortografía Za'ba (1933-1942) respectivamente. Durante la Ocupación japonesa de Malasia e Indonesia, surgió un sistema que se suponía unificaría los sistemas de los dos países. El sistema conocido como Fajar Asia (o el amanecer de Asia) parecía utilizar el sistema republicano de escritura de las vocales y el sistema malayo de escritura de las consonantes. Este sistema solo existía durante la Ocupación. En 1972, se hizo una declaración para un sistema conjunto de ortografía en ambas naciones, conocido como Ejaan Rumi Baharu (Ejaan Rumi Spelling System) en Malasia y Sistem Ejaan Yang Disempurnakan, "Sistema Perfeccionado de Ortografía", en Indonesia. Con la introducción de este nuevo sistema de ortografía común, todos los documentos administrativos, los materiales de enseñanza y aprendizaje y todas las formas de comunicación escrita se basan en un sistema de ortografía relativamente uniforme, lo que contribuye a una comunicación eficaz y eficiente, en particular en la administración y la educación nacionales.
A pesar del uso generalizado e institucionalizado de alfabeto malayo, el guion Jawi sigue siendo uno de los dos guiones oficiales en Brunéi, y se utiliza como guion alternativo en Malasia. El uso cotidiano de Jawi se mantiene en áreas más conservadoras pobladas por malayos como Pattani en Tailandia y Kelantan en Malasia. El guion se utiliza para la administración religiosa y cultural malaya en Terengganu, Kelantan, Kedah, Perlis] y Johor. La influencia del guion sigue presente en Sulu y Marawi en Filipinas, mientras que en Indonesia, el guion Jawi se sigue utilizando ampliamente en la provincia de Riau y en la isla de Riau, donde en este guion están escritas las señales de tráfico y las señales de los edificios gubernamentales.